# Lasiocephalus hypoleucus
Lasiocephalus hypoleucus là một loài thực vật có hoa trong họ Cúc. Loài này được (Turcz.) C.Jeffrey mô tả khoa học đầu tiên năm 1992.